# Castelo de Montroy
O Castelo de Montroy localiza-se no município de Montroy, província de Valência, na comunidade autónoma da Comunidade Valenciana, na Espanha.

## História
Em posição dominante no alto de uma elevação a Oeste da povoação, no vale dos Alcalans, trata-se de uma fortificação de origem muçulmana. Integrava a rede defensiva do referido vale, juntamente com o Castelo de Monserrat e o Castelo de Alcalá.

## Características
Actualmente em ruínas, podem ser apreciadas as bases das antigas muralhas e a torre de menagem, de planta quadrada, dividida internamente em quatro pavimentos. Erguida em grossos muros de taipa, que se estreitam a cada pavimento, é acedida por um portão em arco de volta perfeita. Cada pavimento é dividido em duas salas. O primeiro pavimento é acedido por uma escada a partir do pórtico e o segundo pelo adarve da muralha. No interior desta torre abria-se a cisterna, coberta por abóbada, e o depósito de víveres.